# Hornedjitef

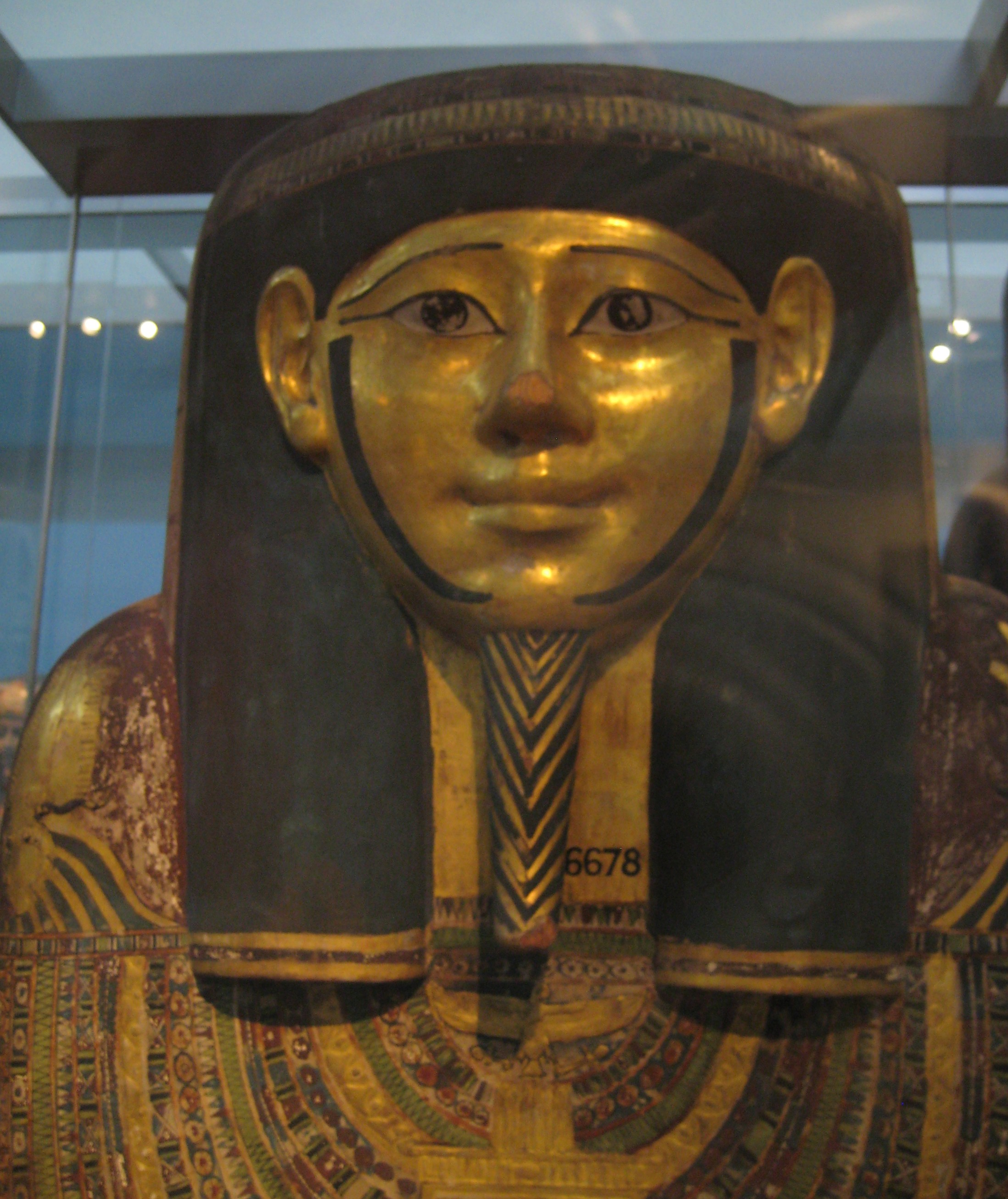
La parte superior del ataúd interior de Hornedjitef.

Hornedjitef fue un sacerdote del Antiguo Egipto en el Templo de Amón en Karnak durante el reinado de Ptolomeo III (246-222 a. C.). Se le conoce gracias a sus elaborados ataúdes, máscara de la momia y la momia en sí, que se remontan al primer período ptolemaico (alrededor de 220 a. C.) y excavado en Asasif, Tebas, Egipto, que se conserva en el Museo Británico. Estos objetos relacionados fueron elegidos como el primero de los cien objetos seleccionados por el director del Museo Británico Neil MacGregor en la serie de BBC Radio 4 de 2010 A History of the World in 100 Objects (Una historia del mundo en 100 objetos).
Junto con sus ataúdes, el sarcófago de la momia, la máscara de la momia y la momia, la tumba de Hornedjitef contenía objetos como un Libro de los Muertos en papiro y una figura pintada en madera de Ptah-Sokar-Osiris.